# Золотых, Валентина Ивановна
Валенти́на Ива́новна Золоты́х (род. 9 мая 1955, Землянск)  — российская художница, соосновательница музея афористики Аркадия Давидовича.

## Биография
Родилась Валентина 9 мая 1955 года в городе Землянске Воронежской области. Практиковать занятия живописью начала в 70-х годах XX века. В 1977 году принимала участие в создании «Музея афористики Аркадия Давидовича». Частная мастерская художницы располагалась неподалёку от женского Алексеево-Акатова монастыря, на правом берегу реки Воронеж. В связи с бытовыми трудностями художнице приходилось зарабатывать на жизнь проводницей, по благословению о. Димитрия (Смирнова) быть санитаркой в психиатрической лечебнице, прислуживать в храме, где её духовником был отец Александр Мень.
Главным спонсором её творчества и коллекционером её картин стал писатель-афорист Аркадий Давидович, полагавший одной из главных задач своей жизни — дать дорогу «настоящему самородному русскому таланту».

### Выставки
Первая выставка самодеятельной художницы состоялась в Воронеже в 1978 году. Ряд её работ приобрёл Воронежский краеведческий музей и Воронежский областной художественный музей имени И. Н. Крамского. В 1980 году выставка её картин состоялась в редакции газеты «Коммуна» во время Московской олимпиады.
В 1983 году Валентина переехала в Москву, для участия в выставке на фестивале Союза искусств «Латерна Магика», вместе с художниками Кларой Голицыной и Борисом Сафроновым (основатель творческого объединения «Колесо»), Валерием Красильниковым (группа «Двадцать московских художников»), а также Эллой Биншток, Аллой Йозефович, иллюстратором Раисой Гершзон и др.  Работы художницы экспонировались на престижных выставках в Москве (Новый Манеж, Театр на Таганке и др.), её творчеством заинтересовались Российский фонд культуры, Союз художников РСФСР. По рекомендации Союза художников Валентина была направлена в кампус творческой молодежи в Ужгороде, многократно становилась лауреатом стипендий Министерства культуры РФ. Её картины принимали участие в выставках во Франции и Италии, некоторые из них остались там в частных коллекциях.
В 1989 году подборку её картин («Спаситель», «Хата» и др.) разместил на своей обложке журнал «Смена» (тираж 2 500 000 экз.), поставив тем самым Валентину Золотых в один ряд с первым художником-оформителем журнала — А. М. Родченко, а также с А. Л. Шульцем, В. М. Брискиным, П. П. Клеттенбергом, И. Х. Гринштейном, Г. Д. Новожиловым и др.:

Писать о Валентине Золотых, как о всяком талантливом человеке, непросто. Она художник самобытного дарования, трагического видения... Художница создаёт не просто образы, но типы. В её картинах удивляет проникновение в духовный мир поэта, писателя, человека, яркая эмоциональная окраска.
— Юрий Данилов 
В одном из интервью газете «Московский художник» Валентина так объясняла своё понимание персональных творческих принципов, раскрывая секреты личного мастерства, нашедшего выражение в авторском методе, номинированном как «духовный реализм»: 

В каждом человеке есть творческие начала, которые нужно развивать. Такие начала есть и во мне, и я, как могу, стараюсь их развивать. Копировать не люблю. Я могу нарисовать, например, розетку так, чтобы гость спутал её с настоящей. Но это мне не интересно. Меня волнует другое: я изображаю внутренний, невидимый поверхностному взгляду мир. Для меня крайне важно, чтобы человек был похож, но это определяется у меня критерием не внешнего, а внутреннего сходства.

Благодаря неустанным стараниям Аркадия Давидовича личное участие в судьбе Золотых принял академик Д. С. Лихачёв. С его помощью в 1990 году состоялась выставка в Знаменском соборе, вызвавшая большой резонанс, а также внимание со стороны известнейших литераторов: Евгения Евтушенко, Виктора Астафьева, Булата Окуджавы, Василия Белова.  По ходатайству Лихачева в Министерство культуры РСФСР  для оценки творчества Золотых была создана комиссия, рекомендовавшая внести её работы в Золотой художественный фонд как выдающейся самобытной русской художницы. Последовали статьи в «Звезде», «Московском комсомольце», заманчивые предложения устроить экспозиции в Париже и Филадельфии.
Директор воронежского художественного музея В. Д. Добромиров отмечал Золотых как одну из редких мастеров, у которых чувство и страсть к искусству главенствует над ремеслом, вспоминая слова Гюстава Моро: «Чем проще средства, тем сильнее выражение чувства». За глубину исследования человеческой природы Золотых сравнивали с Бальзаком, называли «Достоевским в живописи», «Ван Гогом в юбке». Информационное агентство «Интерфакс» писало: 

Эта единственная художница в мире, которая мыслит в кисти философскими категориями такого масштаба. 

### Иллюстрации

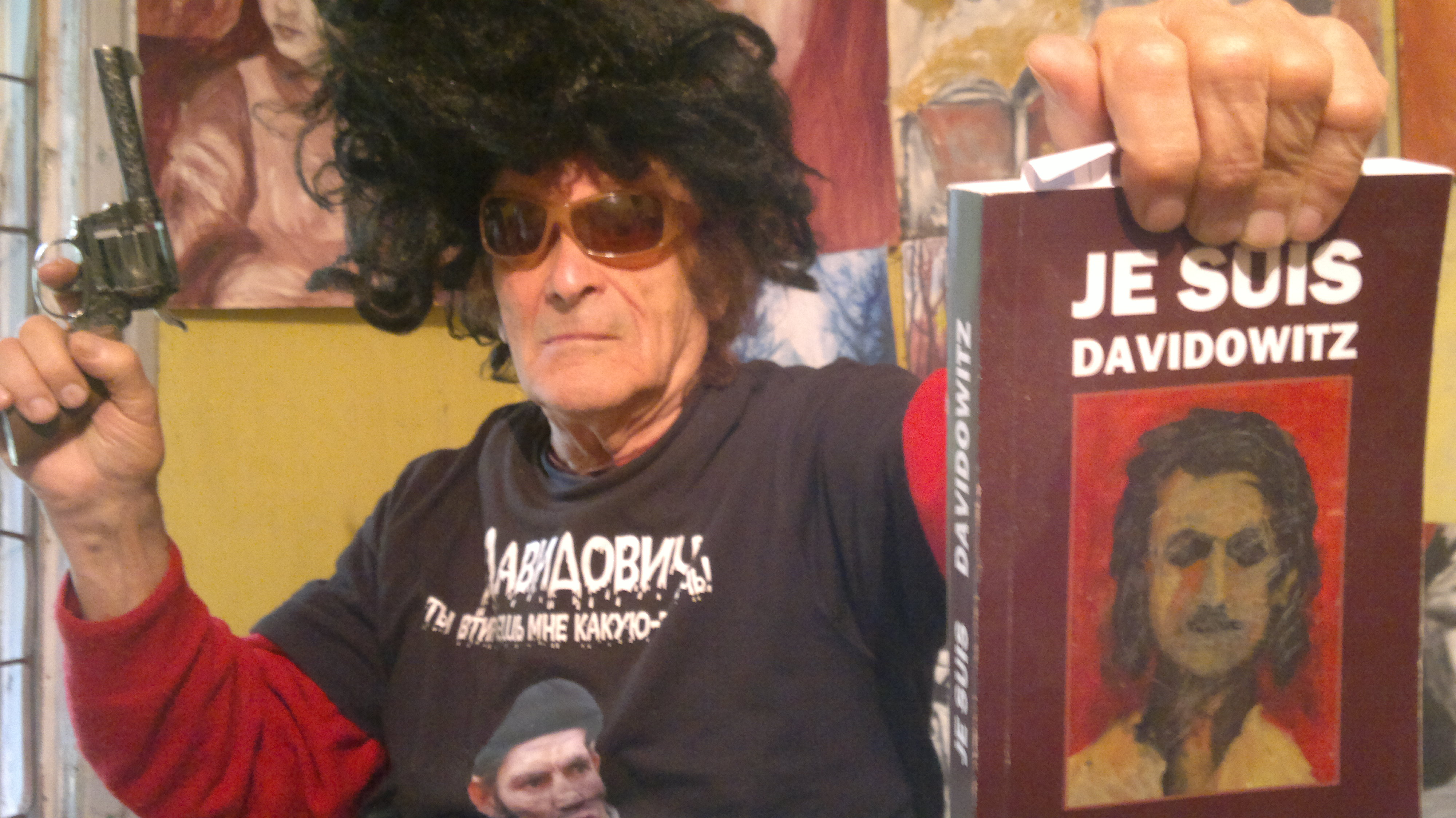
1-я книга из цикла «Декалингвы Давидовича»

В 2015 году картины Золотых стали иллюстрациями для сборника «JE SUIS DAVIDOWITZ» с афоризмами, переведёнными на ряд самых распространенных языков мира: иврит, хинди, фарси, китайский, греческий, английский, арабский, итальянский, испанский, грузинский, польский, венгерский и др. В октябре 2015 года сборник был представлен на международной книжной ярмарке во Франкфурте-на-Майне — «Frankfurter Buchmesse». В 2015 году её работы также проиллюстрировали сборник «Культурный календарь Давидовича и шедевры Валентины Золотых» с переводами афоризмов на языки стран Содружества (белорусский, украинский, армянский, грузинский,  молдавский, таджикский, азербайджанский, казахский, туркменский, киргизский и узбекский), а в 2016 — сборник «Давидовичъ – любомудръ словѣнский» на всех славянских языках, среди которых белорусский, украинский, польский, чешский, словацкий, кашубский, верхне- и нижнелужицкие, болгарский, сербский, словенский, македонский и др.
В 2020 году вышел в свет иллюстрированный картинами Золотых сборник афоризмов на китайском, английском и русском языках «Давидович дэ Цзин / 大卫的后裔德经 ( 达维多维奇格言录 ) / DAVIDOWITZ TE CHING», содержащий аллюзию к основополагающему источнику учения даосизма и одному из выдающихся памятников китайской мысли, оказавшему большое влияние на культуру Китая и всего мира «Дао дэ Цзин», приписываемой Лао-Цзы.
В декабре 2022 года картины Валентины в сопровождении афоризмов Давидовича, переведенных на 15 языков бывших союзных республик, вошли в сборник «Реквием по стране Советов», приуроченный к 100-летию СССР. Книга стала продолжением выставки «Звезда Давидовича» и представила собой экспозицию музея афористики.

### Юбилейная выставка «Звезда Давидовича»
С 25 августа по 16 сентября 2022 года в воронежском Доме архитектора состоялась выставка картин Валентины Золотых «Звезда Давидовича», приуроченная к 45-летию Музея афористики. В экспозиции было выставлено порядка 80 работ. Среди экспонатов были представлены как уже хорошо известные полотна с обложки журнала «Смена» и многочисленных публикаций в прессе –  «Русский Бог», «Русское Рождество», «Спаситель», «Хата», «Плащаница», «Шедевр», «Костёр», «Пахарь», «Маргарита», «Поколение», так и ряд  работ, незнакомых широкой публике. Картины художницы в сочетании с афоризмами Давидовича были оформлены в своеобразную «выставку мемов» и послужили основанием для конкурса видео-мемов по художественному чтению афоризмов.